# 거창 개봉 고분
거창 개봉 고분(居昌開封古墳)은 대한민국 경상남도 거창군 거창읍 대동리, 거창에서 금천으로 가는 국도의 오른쪽 능선에 있는 5기의 무덤들이다. 1980년 12월 26일 경상남도의 기념물 제51호로 지정되었다.

## 개요
거창에서 금천으로 가는 국도의 오른쪽 능선에 있는 5기의 무덤들이다.
현재 2기의 무덤에 대해 복원 및 정화사업이 이루어져 거대한 봉분의 외형을 갖추고 있으나 나머지 3기는 파괴된 상태로 남아 있다. 그리고 무덤의 주변에 흩어져 있는 각종 경질토기들은 이들 무덤이외에도 많은 무덤이 있었음을 말해준다.
정식 발굴조사가 이루어지지 않아 정확한 연대는 알 수 없으나 수습된 토기조각들과 대형봉분의 존재로 보아 가야 후기에 속하는 것으로 추정된다.
현재까지 거창지방을 중심으로 한 옛 무덤에 대해서는 크게 알려진 바가 없기 때문에 개봉 무덤들은 이 지역 토착세력의 사회·문화상을 밝힐 수 있는 학술가치를 지닌 중요한 유적이다.

## 참고 문헌
- 거창개봉고분 - 국가유산청 국가유산포털